# Joseph Delvecchio
Pour les articles homonymes, voir Delvecchio.
Joseph Delvecchio, né le 23 juin 1885 à Alfortville et mort le 20 mars 1971 à Conflans-Sainte-Honorine, est un footballeur français évoluant au poste d'ailier droit.

## Carrière
Athlète à ses heures et serrurier dans le civil, Joseph Delvecchio évolue à l'Association sportive amicale de 1909 à 1910. Durant cette saison, il connaît sa première et unique sélection en équipe de France de football, devenant le premier joueur d’origine italienne à jouer pour la France. Il affronte lors d'un match amical la Belgique le 3 avril 1910. Les Français s'inclinent sur le score de quatre buts à zéro. 
Mobilisé pendant la guerre au sein du 76e RI, il est monté en grade pour finir caporal avant de rentrer chez lui à Alfortville, sain et sauf. 